# المدينة الفاسدة (مسلسل)
المدينة الفاسدة هو مسلسل تلفزيوني درامي إجرائي أمريكي أنشأه ستيفن بايجلمان لشبكة البث أيه بي سي. بُثَّ المُسلسل من 27 أكتوبر 2015 إلى 30 ديسمبر 2015، وركزت القصة على محققين من شرطة لوس أنجلوس (جيريمي سيستو ووغابرييل لونا) أثناء بحثهم عن زوجان من القتلة المتسلسلين (إد ويستويك وإريكا كريستنسن) يروعون منطقة سانسيت ستريب. تشمل قائمة الممثلين الرئيسيين أيضًا تايسا فارميجا وكارولينا ويدرا وإيفان روس وآن وينترس وخايمي نيومان.

## روابط خارجية
- المدينة الفاسدة على موقع IMDb (الإنجليزية)
- المدينة الفاسدة على موقع ميتاكريتيك (الإنجليزية)
- المدينة الفاسدة على موقع روتن توميتوز (الإنجليزية)
- المدينة الفاسدة على موقع كينوبويسك (الروسية)
- المدينة الفاسدة على موقع ألو سيني (الفرنسية)
- المدينة الفاسدة على موقع قاعدة بيانات الفيلم (الإنجليزية)